# Dziankowo
Dziankowo – wieś w Polsce położona w województwie kujawsko-pomorskim, w powiecie włocławskim, w gminie Lubień Kujawski.
W latach 1975–1998 miejscowość administracyjnie należała do województwa włocławskiego. Według Narodowego Spisu Powszechnego (III 2011 r.) liczyła 75 mieszkańców. Jest 37. co do wielkości miejscowością gminy Lubień Kujawski.
We wsi znajduje się XIX-wieczna figura przydrożna (rzeźba N.P. Marii Niepokalanie Poczętej).